# Dymasius indigus
Dymasius indigus är en skalbaggsart som beskrevs av Holzschuh 2008. Dymasius indigus ingår i släktet Dymasius och familjen långhorningar. Inga underarter finns listade i Catalogue of Life.